# غدر
الغدر لغةً:
ضدُّ الوفاء بالعهد، إذا نقض عهده وترك الوفاء وهي غَدُور وغَدَّار وغَدَّارَة، وهو غادِرٌ وغَدَّار وغِدِّير وغدور وغُدَرٌ، أصل هذه المادة يدل على ترك الشيء. ومن ذلك الغَدْر: وهو تَـرْك الوفاءِ بالعهد 
واصطلاحا:
قال الجاحظ: (هو الرُّجوع عمَّا يبذله الإنسان من نفسه ويضمن الوفاء به).
وقال المناوي: (الغدر: نقض العهد والإخلال بالشَّيء وتركه).
قيل : (نقض العهد مطلقًا في لحظة لم تكن متوقعة ولا منتظرة).

## التفريق بين الغدر وغيره من الصفات

### الغدر والمكر
الغدر: نقض العهد وترك الوفاء به 
بينما قد يكون المكر ابتداءً من غير عهد.

### الغدر والخيانة
الغدر نقيض الوفاء، والخيانة نقيض الأمانة، (وحقيقة الخيانة هي عمل من اؤتمن على شيء بضد ما اؤتمن لأجله، بدون علم صاحب الأمانة).
والغدر يكون في العهود والمواثيق والمعنويات، والخيانة تكون في المحسوسات ولها علاقة بالأمانات وما يطلب من المرء حفظه، وقد تكون في المعنويات.

### الغدر والخداع
الخداع هو إظهار ما يُبْطِن خلافه، وهو تَدْبِيرُ فِعْلٍ خَفِيّ يقومُ بهِ الخادعُ لإيقاعِ الضررِ والشرّ بالمخدوعِ من حيثُ لم يحذر ويتنبه، أراد اجتلاب نفعٍ أَو دفع ضرٍّ، وعداوة الخادع والمخدوع ظاهرة وكلاهما يتربص بالآخر. وفي الخداع يكون هنالك نية في النقض منذ البداية. أما الغدر فلا يشترط ذلك. والخداع ليس فقط في العهود والمواثيق (بخلاف الغدر)، الخداع فقط إظهار ما يبطن خلافه. فقد يكون من سؤالٍ أو حتى دون كلامٍ ولا كتابة (تنكرٍ أو ما شابه).

## النهي عنه في القرآن
قال ابن رجب: (ويدخل في العُهود التي يجب الوفاءُ بها، ويحرم الغَدْرُ فيها: جميعُ عقود المسلمين فيما بينهم، إذا تَرَاضَوا عليها من المبايعات والمناكحات وغيرها من العقود اللازمة التي يجب الوفاءُ بها، وكذلك ما يجبُ الوفاء به لله عزَّ وجلَّ ممَّا يعاهدُ العبدُ ربَّه عليه من نذرِ التَّبرُّرِ ونحوه).
وقال الراغب: (ولكون الوفاء سببًا لعامة الصلاح، والغدر سببًا لعامة الفساد، عظَّم الله أمرهما، وأعاد في عدة مواضع ذكرهما، فقال: ((وَأَوْفُواْ بِالْعَهْدِ إِنَّ الْعَهْدَ كَانَ مَسْؤُولاً)) [الإسراء:34]، وقال: ((وَالْمُوفُونَ بِعَهْدِهِمْ)) [البقرة:177]).
وقال القاسمي: (لا تنقضوا العهود الجائزة بينكم وبين من عاهدتموهم، فتخفروها وتغدروا بمن أعطيتموه إياها).
(أي تجعلون أيمانكم التي تحلفون بها على أنكم موفون بالعهد لمن عاقدتم غرورًا ليطمئنوا إليكم، وأنتم مضمرون لهم الغدر، وترك الوفاء بالعهد، والنَّقلة إلى غيرهم، من أجل أنهم أكثر منهم عَددًا وعُددًا وأعز نفرًا، بل عليكم بالوفاء بالعهود، والمحافظة عليها في كل حال).
قال ابن كثير: لأن الكافر إذا رأى المؤمن قد عاهده، ثم غدر به لم يبق له وثوق بالدين، فانْصَدَّ بسببه عن الدخول في الإسلام).
قال ابن زيد، في قوله: ((تَتَّخِذُونَ أَيْمَانَكُمْ دَخَلاً بَيْنَكُمْ)) يغر بها، يعطيه العهد، يؤمنه وينزله من مأمنه، فتزل قدمه وهو في مأمن، ثم يعود يريد الغدر، ((دَخَلاً بَيْنَكُمْ)) قال قتادة: خيانة وغدرًا.
قال الماوردي: لا تنقضوها بالغدر، بعد توكيدها بالوفاء.
وقال الطبري: الله أمر في هذه الآية عباده بالوفاء بعهوده التي يجعلونها على أنفسهم، ونهاهم عن نقض الأيمان، بعد توكيدها على أنفسهم لآخرين بعقود تكون بينهم بحق مما لا يكرهه الله.
وقال السعدي: (وإذا كان بينك وبين قوم عهد وميثاق على ترك القتال فخفت منهم خيانة، بأن ظهر من قرائن أحوالهم ما يدل على خيانتهم من غير تصريح منهم بالخيانة. فَانبِذْ إِلَيْهِمْ عهدهم، أي: ارمه عليهم، وأخبرهم أنه لا عهد بينك وبينهم. عَلَى سَوَاء أي: حتى يستوي علمك وعلمهم بذلك، ولا يحل لك أن تغدرهم، أو تسعى في شيءٍ مما منعه موجب العهد، حتى تخبرهم بذلك. إِنَّ اللّهَ لاَ يُحِبُّ الخَائِنِينَ بل يبغضهم أشد البغض، فلا بد من أمر بيِّنٍ يبرئكم من الخيانة... ودلَّ مفهومها أيضًا أنه إذا لم يُخَفْ منهم خيانة، بأن لم يوجد منهم ما يدل على ذلك، أنه لا يجوز نبذ العهد إليهم، بل يجب الوفاء إلى أن تتم مدته).
قال ابن كثير: (يقول تعالى لنبيه، صلوات الله وسلامه عليه وَإِمَّا تَخَافَنَّ مِن قَوْمٍ قد عاهدتهم خِيَانَةً أي: نقضًا لما بينك وبينهم من المواثيق والعهود، فَانبِذْ إِلَيْهِمْ أي: عهدهم عَلَى سَوَاء أي: أعلمهم بأنك قد نقضت عهدهم حتى يبقى علمك وعلمهم بأنك حرب لهم، وهم حرب لك، وأنه لا عهد بينك وبينهم على السواء، أي: تستوي أنت وهم في ذلك).

## النهي عنه في السنة
قال ابن بطال: (وهذه مبالغة في العقوبة وشدة الشهرة والفضيحة).
وقال النووي: (لكل غادر لواء. أي: علامة يشتهر بها في الناس؛ لأن موضوع اللواء الشهرة مكان الرئيس علامة له، وكانت العرب تنصب الألوية في الأسواق الحفلة لغدرة الغادر؛ لتشهيره بذلك).
(وفي هذا الحديث دليل على أن الغدر من كبائر الذنوب، لأن فيه هذا الوعيد الشديد).
قال المناوي: (وإذا عاهد غدر) أي: نقض العهد 
وقال العظيم آبادي: (وإذا عاهد غدر) أي: نقض العهد وترك الوفاء بما عاهد عليه.
وقال ابن عثيمين:(وإذا عاهد غدر) أي: إذا أعطى عهدًا على أي شيء من الأشياء غدر به، ونقض العهد، وهذا يشمل المعاهدة مع الكفار، والمعاهدة مع المسلم في بعض الأشياء ثم يغدر بذلك.
في حديث هرقل الطويل مع أبي سفيان عندما سأله عن النبي (فهل يغدر؟ قال: لا، ثم قال هرقل: وسألتك هل يغدر؟ فزعمت أن لا، وكذلك الرسل لا يغدرون).
قال ابن بطال: (قد جاء فضل الوفاء بالعهد، وذم الختر يعني الغدر في غير موضع في الكتاب والسنة، وإنما أشار البخاري في هذا الحديث إلى سؤال هرقل لأبي سفيان، هل يغدر؟ إذ كان الغدر عند كلِّ أمة مذمومًا قبيحًا، وليس هو من صفات رسل الله، فأراد أن يمتحن بذلك صدق النبي؛ لأن من غدر ولم يفِ بعهد لا يجوز أن يكون نبيًّا؛ لأنَّ الأنبياء والرسل عليهم السلام أخبرت عن الله بفضل من وفي بعهد، وذم من غدر وختر).
قال المهلب (أعطى بي ثم غدر) يريد: نقض عهدًا عاهده عليه ..
قال المناوي:(ثم غدر) يعني: نقض العهد الذي عاهد عليه لأنَّه جعل الله كفيلًا له فيما لزمه من وفاء ما أعطى، والكفيل خصم المكفول به للمكفول له.

## أقوال في الغدر
- قال عدي بن حاتم: (أتينا عمر في وفد، فجعل يدعو رجلًا رجلًا ويسمِّيهم. فقلت: أما تعرفني يا أمير المؤمنين؟ قال: بلى. أسلمت إذ كفروا، وأقبلت إذ أدبروا، ووفيت إذ غدروا، وعرفت إذ أنكروا. فقال عديُّ: فلا أبالي إذًا).[28]
- وقال أمير المؤمنين علي بن أبي طالب : (الوفاء توأم الصدق، ولا أعلم جُنَّة أوقى منه، وما يغدر من علم كيف المرجع. ولقد أصبحنا في زمان اتخذ أكثر أهله الغدر كَيسًا(*)، ونسبهم أهل الجهل فيه إلى حُسن الحِيلة...).[29]

(*)الكيس: العقل.
- وقال الأبشيهي: (وكم أوقع القدر في المهالك من غادر، وضاقت عليه من موارد الهلكات فسيحات المصادر، وطوقه غدره طوق خزي، فهو على فكِّه غير قادر ).

وقال (أيُّ سوء أقبح، من غدر يسوق إلى النِّفاق وأيُّ عار أفضح من نقض العهد إذا عُدَّت مساوئ الأخلاق).
- وقال ابن حزم: (الغدر، وهو الذي لا يحتمله أحد ولا يغضي عليه كريم، وهو المسلاة حقًّا، ولا يلام السالي عنه على أي وجه كان، ناسيًا أو متصبرًا، بل اللائمة لاحقة لمن صبر عليه).[31]

## صور الغدر
- نقض العهد الذي أخذ الله على بني آدم: ﴿وَإِذْ أَخَذَ رَبُّكَ مِنْ بَنِي آدَمَ مِنْ ظُهُورِهِمْ ذُرِّيَّتَهُمْ وَأَشْهَدَهُمْ عَلَى أَنْفُسِهِمْ أَلَسْتُ بِرَبِّكُمْ قَالُوا بَلَى شَهِدْنَا أَنْ تَقُولُوا يَوْمَ الْقِيَامَةِ إِنَّا كُنَّا عَنْ هَذَا غَافِلِينَ ۝١٧٢ أَوْ تَقُولُوا إِنَّمَا أَشْرَكَ آبَاؤُنَا مِنْ قَبْلُ وَكُنَّا ذُرِّيَّةً مِنْ بَعْدِهِمْ أَفَتُهْلِكُنَا بِمَا فَعَلَ الْمُبْطِلُونَ ۝١٧٣﴾ [الأعراف:172–173].
- نقض العهد الذي وصى الله به خلقه، من فعل ما يحبه الله ويرضاه.
- نقض العهد المأخوذ على بني آدم من النظر في أدلة وحدانيته وكمالاته المنصورة في الكون كما قال تعالى في سورة الذاريات ﴿وَفِي الْأَرْضِ آيَاتٌ لِلْمُوقِنِينَ ۝٢٠ وَفِي أَنْفُسِكُمْ أَفَلَا تُبْصِرُونَ ۝٢١﴾ [الذاريات:20–21].
- نقض العهد الذي أعطاه الشارع الحكيم للكفار غير المحاربين، من أهل الذمة والمستأمنين  ((ألا من قتل نفسًا معاهدة له ذمة الله وذمة رسوله، فقد أخفر(*) بذمة الله فلا يرح رائحة الجنة، وإن ريحها لتوجد من مسيرة سبعين خريفًا))[32]

 (*)أخفرته: أي نقضت عهده وذمامه.
- خلف الموعد بأن يعطي موعدًا، وفي نيته عدم الوفاء، أما إذا أعطى موعدًا، وفي نيته الوفاء، ولم يفِ لأمر خارج عن إرادته، فلا يعدُّ ذلك نقضًا؛ لحديث:  ((إذا وعد الرجل أخاه، ومن نيته أن يفي فلم يف، ولم يجئ للميعاد فلا إثم عليه))[33]

## عواقب الغدر وآثاره
- يسلك طريق النفاق.

(لحديث ابن عمرو السابق: ("أربع من كن فيه كان منافقاً خالصاً، ومن كانت فيه خصلة منهن كانت فيه خصلة من النفاق حتى يدعها: إذا حدَّث كذب، وإذا عاهد غدر، وإذا وعد أخلف، وإذا خاصم فجر").
ذلك أنَّ الغادر أظهر شيئًا في الوقت الذي أبطن فيه خلافه، ومثل هذا الصنف من الناس يجب توقيه، والحذر منه؛ لأنه لم يعد محل ثقة ولا أمانة، إذ يظهر الموافقة على العهود والالتزام، ثم يخفي النقض والغدر.
- حلول لعنة الله وقساوة القلب.

```
قال تعالى: ((
فَبِمَا نَقْضِهِم مِّيثَاقَهُمْ لَعنَّاهُمْ وَجَعَلْنَا قُلُوبَهُمْ قَاسِيَةً
)) [المائدة:13].
```

- الغواية والضلال.

```
قال تعالى (في سورة البقرة): ((...وَمَا 
يُضِلُّ بِهِ إِلاَّ الْفَاسِقِينَ
(26)
 
الَّذِينَ يَنقُضُونَ عَهْدَ اللَّهِ مِن بَعْدِ مِيثَاقِهِ
...
(27)
)).
```

- انقلاب غدرته على نفسه.

من ذلك تسلط الأعداء والخزي وضياع الهيبة والمكانة في الناس، قال تعالى: (( فَمَن نَّكَثَ فَإِنَّمَا يَنكُثُ عَلَى نَفْسِهِ)) [الفتح: 10].
قال محمد بن كعب القرظي رضي الله تعالى عنه: (ثلاث خصال من كنَّ فيه، كنَّ عليه: البغي، والنكث ، والمكر).
- الفضيحة والخزي في الآخرة.

لقوله ﷺ في الحديث السابق: (لكل غادر لواء يوم القيامة، يقال: هذه غدرة فلان).
وقد تكون الفضيحة كبيرة بالدنيا قبل الآخرة، فقد كانت العرب إذا غدر الرجل بجاره، أوقدوا له نارًا بمنى، أيام الحج على الأخشب (وهو الجبل المطلُّ على منى). ثم صاحوا: هذه غدرة فلان.
- قالت امرأة من هاشم:

.

## من حوادث الغدر في عهد النبيﷺ
- إن المتتبع للأحداث التاريخية لليهود، يجد أنَّ الغدر من أبرز الصفات التي اتصفت بها الأمة اليهودية، فقد اشتهروا بالغدر والخيانة لكل من يخالفهم.

والقرآن الكريم قد بيَّن لنا هذا، وسرد لنا الأحداث التي تبين تجذُّر هذه الصفة القبيحة فيهم.
ومن تلك المواقف:
بعدما أبرمت وثيقة بين الرسول واليهود بعد الهجرة، وتقوت دولة الإسلام وتجذَّرت، بدأ اليهود يتحيَّنون الفرص للغدر بالمسلمين، فكان أوَّل من غدر منهم بنو قينقاع عندما اعتدوا على حجاب امرأة مسلمة في سوقهم وكشفوا عن عورتها، وعندها حاصرهم رسول الله صلى الله عليه وسلم بجيش من المسلمين حتى أجلاهم عن المدينة، وأبعدهم إلى بلاد الشام جزاء غدرهم وخيانتهم للعهد.
ثم تلاهم في الغدر بنو النضير، عندما دبروا مؤامرة لاغتيال رسول الله صلى الله عليه وسلم وهو جالس في دورهم، يكلمهم ويتحدث إليهم، فدبروا خطة لإلقاء صخرة عليه من أعلى السطح، فكشف الله له أمرهم، فحاصرهم بجيش من المسلمين، حتى تم إجلاؤهم إلى بلاد الشام كذلك.
وأخيرًا كان الغدر الأكبر من بني قريظة يوم الأحزاب، حيث تجمع على المسلمين سائر طوائف الشرك من القبائل العربية، فلما رأى اليهود الضيق والحرج قد استبدَّ بالمسلمين اهتبلوها فرصة، وأعلنوا نقض العهد والالتحام مع المشركين، وكشف الله مكرهم، ثم بعد أن انهزم الأحزاب تفرغ لهم رسول الله صلى الله علي وسلم وأدب بهم من خلفهم، وكانت نهايتهم أن قتل مقاتلتهم وسبيت ذراريهم وأموالهم.
- كان أول غدر أحدثه النصارى تجاه رسول الله صلى الله عليه وسلم حينما قتلوا رسوله الحارث بن عمير الأزدي، الذي أرسله إلى عامل بصرى الشام من قبل الروم، واسمه شرحبيل بن عمرو الغساني؛ ليدعوه إلى الإسلام، فما كان من شرحبيل إلا أن قتل مبعوث النبي صلى الله عليه وسلم إليه، وكان من عادة الدول تأمين الرسل بينهم، وكانت هذه الحادثة سببًا لغزوة مؤتة[37]..